# Arnold Bouma
Arnold H. Bouma (ur. 5 września 1932 w Groningen – 16. grudzień 2011) – holenderski i amerykański geolog, zajmujący się głównie sedymentologią. 

## Życiorys
W 1962 odkrywca sekwencji sedymentologicznej, nazwanej później jego nazwiskiem.
W latach 1951–1956 studiował geologię na uniwersytecie w Groningen (B.S.), w 1959 zdobył tytuł M.S w dziedzinie sedymentologii i paleontologii na uniwersytecie w Utrechcie, w 1961 tytuł doktora również na uniwersytecie w Utrechcie.
W 1966 wyemigrował do USA, i rozpoczął pracę w Departamencie Oceanografii Geologicznej oraz na Uniwersytecie Teksańskim. W 1975 rozpoczął pracę w Służbie Geologicznej Stanów Zjednoczonych.